# Phaeochrous beccarii
Phaeochrous beccarii är en skalbaggsart som beskrevs av Edgar von Harold 1871. Phaeochrous beccarii ingår i släktet Phaeochrous och familjen Hybosoridae. Inga underarter finns listade i Catalogue of Life.